# Teckningsblödning
Teckningsblödning är ett blodblandat slem som kan vara tecken på att förlossningen är på gång, men behöver inte vara det - det kan vara flera dagar kvar och en del får ingen teckningsblödning innan. Man ska ändå alltid kontakta förlossningsmottagningen vid varje blödning eftersom det ibland kan vara tecken på att något inte står rätt till.